# Jakub Ćwiek

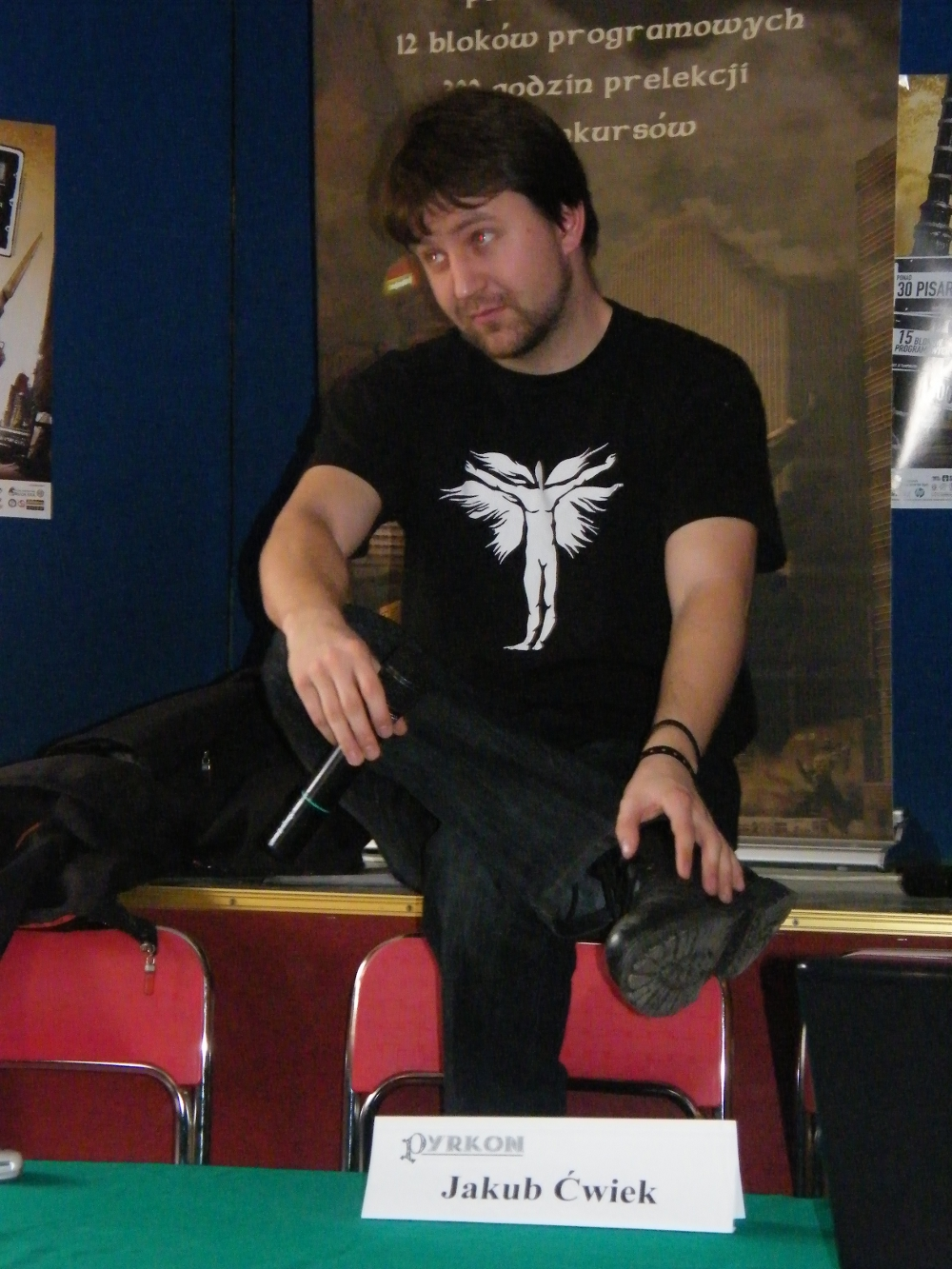
Jakub Ćwiek (2009)

Jakub Ćwiek (* 24. Juni 1982 in Opole, Polen) ist ein polnischer Fantasy-Schriftsteller. Als Schriftsteller debütierte er 2005 mit dem Buch Kłamca (Lügner), das von dem nordischen Gott Loki erzählt. Für eine Kurzgeschichte aus diesem Buch, betitelt Cicha noc (Stille Nacht), wurde Ćwiek für den Janusz-A.-Zajdel-Preis nominiert. Bis 2010 hat er acht Bücher veröffentlicht, unter anderem noch zwei Fortsetzungen von Kłamca und einen Roman über den Sezessionskrieg Krzyż Południa. Rozdroża (Kreuz des Südens. Kreuzung).

## Werke
- Kłamca (Fabryka Słów, Lublin 2005)
- Kłamca 2. Bóg marnotrawny (Fabryka Słów, Lublin 2006)
- Liżąc ostrze (Fabryka Słów, Lublin 2007)
- Ciemność płonie (Fabryka Słów, Lublin 2008)
- Kłamca 3. Ochłap sztandaru (Fabryka Słów, Lublin 2008)
- Gotuj z papieżem (Fabryka Słów, Lublin 2009)
- Ofensywa szulerów (Agencja Wydawnicza RUNA, Warszawa 2009)
- Krzyż Południa. Rozdroża (Agencja Wydawnicza RUNA, Warszawa 2010)
- Kłamca – ein Hörbuch (Biblioteka Akustyczna, Warszawa 2010)